# 14. херцеговачка лака пјешадијска бригада
14. херцеговачка лака пешадијска бригада била је једна од јединица Херцеговачког корпуса Војске Републике Српске. Бригада је званично основана у јулу месецу 1994. када је и придружена Херцеговачком корпусу. Јединица је настала обједињавањем дотадашње две бригаде Дринског корпуса: 3. подрињске бригаде из Чајнича и 4. подрињске бригаде из Руда. Најжешће борбе су вођене у правцу Горажда под контролом Армије Босне и Херцеговине и превоју Рогој односно планини Трескавици. Свеукупно је током рата погинуло 141 бораца из 14. хлпбр.

## Организација
Почетком првих ратних сукоба 1992. у Подрињу настале су 3. и 4. подрињска бригада наредом Главног Штаба ВРС 3. јула. Све до јула 1994. бригаде су ратовале у саставу Дринског корпуса, када су спојене у 14. хлпбр, која је претпочињена Херцеговачком корпусу.

## Организација и ратни пут 3. подрињске бригаде 1992–94.
Предратна општина Чајниче била је у предворје рата демографски једнако подељена између Срба и Бошњака. Будући да ЈНА није имала гарнизон на тлу општине Чајниче, прва година рата је протекла у сталним борбама са Бошњацима из Подриња. У јулу 1992. формирана је 3. подрињска лака пешадијска бригада с људством из Чајнича и избеглих Срба из Горажда. Бригада је имала око 900 бораца и била је четног састава. Бригадом је командовао пуковник Раде Даниловић, а у свом је саставу имала 7 пешадијских чета, 3 самостална стрељачка вода, мешовити артиљеријски вод (батерија хаубица 122 мм и батерија ЗИС 76 мм), као и тенковски вод.
Током 1993. бригада је била претпочињена Тактичкој групи ”Фоча” односно ”Дрина”. Учествовала је у операцији Мач 93 у саставу Дринског корпуса у нападу на Горажде, а потом у још једном нападу на Горажде наредне године у операцији Звезда у саставу Херцеговачког корпуса.

## Организација и ратни пут 4. подрињске бригаде 1992–94.
Рат у долинама Лима и Дрине на тлу Руда, постао је нарочито тежак за ратно руководства Срба након повлачења јединица ЈНА из Ужичког корпуса на пролеће 1992. Руководство Руда је у помоћ позвало добровољце из Србије и друих општина, али су се те јединице показале углавном непоуздане, учествујући у пљачки и убиствима бошњачких цивила и делом српског становништва.
4. подрињска лака пешадијска бригада основана је у Руду 3. јула 1992. Команду над бригадом преузима капетан Михаило Петрић. Бригада је била четног састава и осим 6 лаких пешадијских чета (укључујући и једну добробољачку чету), у саставу је имала и вод војне полиције, извиђачки вод и мешовити артиљеријски вод. Јединица је имала око 1.000 бораца.
Почетком друге године рата, бригада доживљава свој најтежи пораз. У добро вођеном нападу АРБиХ на положаје Руђанске бригаде код ушћа Лима у Дрину из правца Бродара од 20. до 22. јануара, бошњачке снаге су разбиле одбрану бригаде, убиле 13 а раниле 25 бораца, и заплениле хаубицу 122 мм, више минобацача 82 мм и топ Б-1 76 мм.
Бригада је 1993. заједно за Тактичком групом ”Вишеград” учествовала у нападу на Горажде у операцији Мач 93, када је успела да поврати све територије предратне општине Рудо. Након што је командант Тактичке групе ”Вишеград”, потпуковник Раде Вучковић, наредио даљи напад на Горажде, борци Руђанске бригаде га убијају метком из ватреног оружја. Тактичка група се распада, командант Михаило Петрић напушта Руђанску бригаду, а за новог команданта је постављен потпуковник Слободан Церовић. Нови командант уводи војну управу у општини и тиме успоставља ред у функционисању бригаде.
На пролеће 1994. Главни штаб ВРС покренуо је операцију Звезда како би заузео град Горажде. Мада је операција била успешна, НАТО и међународна заједница су спречили улазак ВРС у Горажде, али су снаге 4. подрињске бригаде заузеле одбрамбене положаје на око 5 km од града, које су држале до краја рата.

## Организација и ратни пут 1994–95.
Руђанско-чајничка бригада је добила коначни облик у јулу 1994. године и устројена је према формацији лаке пешадијске бригаде ЈНА.
- Команда стана
- Извиђачки вод
- Вод војне полиције
- Вод везе
- 1. лаки пешадијски батаљон
- 2. лаки пешадијски батаљон
- 3. лаки пешадијски батаљон
- Мешовита артиљеријска група (батерија Ха 122 мм и 2 одељења МБ 120 мм)
- Лаки артиљеријско-ракетни вод ПВО
- Тенковски вод (Т-34 и СО-76 мм)
- Противоклопни вод (ЗИС 76 мм)

Бригада је организовала одбрану на доминатним висовима дуж десне обале реке Дрине. Честе борбе је водила са снагама АРБиХ из Горажда, нарочито у мају и јуну месецу 1995. Положаји су били ојачани групом од 70 бораца Фочанске бригаде и групом од 60 припадника МУП-а.

### Ратовање ван Руда и Чајнича 1994–95.
Формирање 14. херцеговачке бригаде, пратило је сужавање фронта према АРБиХ што је омогућило бригади да упућује борбене групе ван своје зоне одговорности. У јануару 1995. упућено је 100 бораца у Гламоч, али се борбена група вратила у јединицу након 20 дана због лоших временских услова, неучествујући у борбеним дејствима. Од новембра 1994. па до краја рата, више пута су слате групе од 100 до 300 бораца на планину Трескавицу ради ојачавања и преузимања смене бораца 1. гардијске моторизоване бригаде.